# Telefooncoup
De Telefooncoup (ook wel Kerstcoup) is de populaire naam voor de op 24 december 1990 door de legerleiding gepleegde staatsgreep in Suriname. Bij deze staatsgreep werd de regering van president Ramsewak Shankar 'via de telefoon' afgezet.
De coup ging gepaard met de dreiging met een gemobiliseerd kampement en een pantserwagen die zijn loop vanaf het Onafhankelijkheidsplein richtte op de kamer in het Presidentiële Paleis waar premier Ramsewak Shankar vergaderde.

## President Shankar
Na toenemende onvrede bij het volk over de dictatuur en een bloedige burgeroorlog, besloot Desi Bouterse, leider van het militair regime, om het proces van herdemocratisering in te zetten. Er werden verkiezingen in november 1987 gehouden. Het Front voor Democratie en Ontwikkeling, een bundeling van de traditionele Surinaamse partijen VHP, NPS en KTPI, haalde 40 van de 51 zetels. De Nationale Democratische Partij (NDP), de partij van Bouterse, won maar drie zetels. Na de verkiezingsoverwinning schoof het Front Ramsewak Shankar (VHP) naar voren als presidentskandidaat. Shankar won de presidentsverkiezingen en werd op 25 januari 1988 geïnaugureerd in die functie. Henck Arron (NPS) werd namens het Front vicepresident van Suriname. Arron was een van de ministers die in 1980 door de militairen waren afgezet en zij waren allerminst blij met zijn benoeming. Shankar gold ook niet als favoriet van het leger.
Tijdens zijn ambtsperiode (1988-1990) probeerde Shankar de betrekkingen met het voormalig moederland Nederland te verbeteren om zo de ontwikkelingshulp weer op gang te laten komen. De anti-kolonialistische Desi Bouterse, die als legerleider nog steeds veel macht had in Suriname, was niet blij met deze actie van Shankar.

## Desi Bouterse
Op 11 december 1990 vertrokken legerleider Bouterse en president Shankar in hetzelfde vliegtuig naar Nederland. Shankar zou in Nederland een medische controle ondergaan, en zou tevens premier Lubbers en koningin Beatrix ontmoeten. Bouterse zou doorreizen naar Ghana. Het Nederlands Openbaar Ministerie oordeelde dat Bouterse niet op Nederlands grondgebied kon worden gearresteerd voor de Decembermoorden, omdat die zich in Suriname hadden afgespeeld. Wel werd hij bij zijn aankomst op Schiphol op 12 december door de Nederlandse politie in opdracht van het Ministerie van Justitie afgeschermd van de pers en van in Nederland verblijvende Surinamers. Bouterse wilde hen aanvankelijk toespreken, maar door het politiecordon werd hem dit onmogelijk gemaakt. Bouterse was niet alleen kwaad op de Nederlandse autoriteiten, maar ook op president Shankar. Hij vond dat Shankar het niet of onvoldoende voor hem opnam tijdens het incident.
Diezelfde dag drukte NRC Handelsblad op de voorpagina een foto af van president Shankar wachtend bij de voordeur van Binnenhof 17 (het Torentje), de werkkamer van minister-president Lubbers. In Suriname werd in de dagen erna verontwaardigd gereageerd op deze foto. Bouterse vond de foto "een blamage voor zowel onze president als ons land en ons volk".
Bij zijn terugkeer uit Ghana werd Bouterse in de transitruimte op Schiphol vastgehouden door de Rijkspolitie omdat hij geen visum voor Nederland had. President Shankar liet in NRC Handelsblad van die datum optekenen dat in 1991 verkiezingen zouden plaatsvinden, maar de volgende dag werd dit door een woordvoerder tegenover dagblad De West ontkend. Bouterse was intussen doorgereisd naar Zürich, waar hij de Nederlandse regering uitdaagde tot een televisiedebat over de mensenrechtensituatie, de Decembermoorden en drugs in Suriname. De Nederlandse regering ging hier niet op in.

## Staatsgreep
Op 22 december keerde Bouterse terug in Suriname en bood zijn ontslag aan als legerleider. Hij stelde dat hij geen opdrachten kon aannemen van zijn president, die hij bestempelde als een 'joker', die geen trots en waardigheid had. Ter ondersteuning zwaaide hij met de inmiddels beruchte foto van president Shankar, die een dag eerder ook door De Ware Tijd was afgedrukt.

Twee dagen later werd door het leger de staatsgreep gepleegd. Op 24 december, rond middernacht, deelde de legerleiding president Shankar telefonisch mee dat hij en zijn regering "maar beter thuis konden blijven". Ivan Graanoogst, de politiechef en tevens waarnemend legerleider na het ontslag van Bouterse, werd waarnemend president van Suriname. Op 27 december werd het ontslag van de regering door het parlement bekrachtigd. Op die dag werd Johannes Kraag president van Suriname en op 31 december werd Bouterse opnieuw benoemd tot legerleider en opperbevelhebber van het leger.

## Nederlandse reactie
In Nederland werd heftig gereageerd op de staatsgreep. De regeringspartijen (CDA en PvdA) en de VVD stemden in met het wederom stopzetten van de ontwikkelingshulp aan Suriname. Pas na het aantreden van president Ronald Venetiaan in 1991 verbeterde de situatie tussen Suriname en Nederland aanzienlijk. Nadat Bouterse in 2010 verkozen werd tot president bekoelde de Nederlands-Surinaamse relatie echter weer.